# Mein Kampf en arabe
Mein Kampf en arabe est la traduction en arabe du livre d'Adolf Hitler connu en allemand sous le titre Mein Kampf (Mon combat), qui combine autobiographie avec un exposé de ses vues politiques.

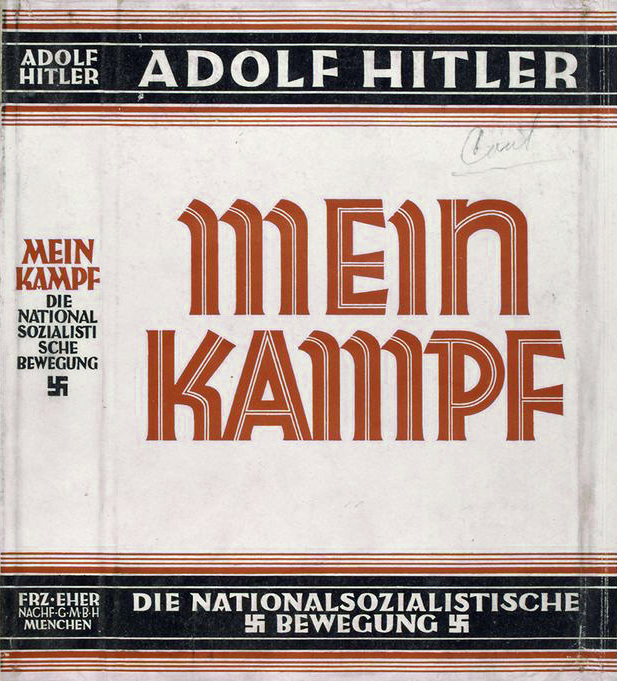
Couverture de Mein Kampf

L'ouvrage a été traduit à plusieurs reprises depuis le début des années 1930, sous le titre كفاحي, Kifāḥī.

## Traductions
Les premiers essais de traduction de Mein Kampf en arabe datent du début des années 1930, avec les premiers extraits du livre apparaissant dans les journaux arabes en 1934, notamment en Irak. Fritz Grobba, l'ambassadeur du Reich au royaume d'Irak, lance le projet de traduire le livre en entier en arabe. Grobba suggère de modifier le texte « de façon à correspondre aux sensibilités des Arabes concernés par la race ». Il propose de changer le mot « antisémitisme » par « antijuif » et de modérer les arguments sur la suprématie de la race aryenne.
Hitler va mettre deux ans avant d'accepter les modifications de son livre dans sa version arabe, mais Bernhard Moritz, un arabiste, consultant pour le gouvernement allemand, rejette la traduction proposée, ce qui met provisoirement fin à ce projet,.
Par la suite, le ministère de la Propagande allemand décide de faire traduire le livre par la librairie allemande Overhamm du Caire. Le traducteur est Ahmad Mahmud al-Sadati, un musulman et l'éditeur d'un des premiers livres en arabe sur le nazisme : ادولف هتلر : زعيم الاشتراكية الوطنية مع بيان المسألة اليهودية (Adolf Hitler : za'im al-ishtirakiya al-waṭaniya ma'a bayan lil-mas'ala al-yahudiya, « Adolf Hitler, chef de file du national-socialisme, avec des explications sur la question juive »). Le manuscrit est présenté pour révision au Dr Moritz en 1937. Une nouvelle fois, celui-ci rejette la traduction.

### Traduction de 1937
Malgré cela, Al-Sadati publie sa traduction de Mein Kampf au Caire en 1937 sans l'accord des Allemands. Selon l'historien israélien, Yekutiel Gershoni, et le professeur à l'université du Colorado à Boulder, James Jankowski, la traduction de Sadati n'a pas eu un grand succès commercial mais un hebdomadaire arabe local a publié un des commentaires d'Hitler sur les Égyptiens, disant que ceux-ci étaient « un peuple décadent composé d'impotents. »
Cette remarque souleva une forte indignation. Hamid Maliji, un procureur égyptien écrivit : « Amis arabes [...] Les copies en arabe de Mein Kampf, distribuées dans le monde arabe, ne sont pas conformes à l'édition originale en allemand car les instructions données aux Allemands nous concernant ont été supprimées. De plus, ces passages ne révèlent pas sa [Hitler] véritable opinion nous concernant. Hitler affirme que les Arabes sont d'une race inférieure, que l'héritage arabe provient d'un pillage des autres civilisations, et que les Arabes n'ont ni culture ni art, ainsi que d'autres insultes et humiliations qu'il déclame contre nous. »
Un autre commentateur, Niqula Yusuf, dénonce le nationalisme militant de Mein Kampf comme « chauviniste ».
Le journal égyptien al-Isala, qui rejette le nazisme dans plusieurs de ses articles, remarque que : « ce sont les tirades d'Hitler dans Mein Kampf qui transforment l'antisémitisme en une doctrine politique et un programme d'action. »

### Tentative de révision
Un diplomate allemand au Caire suggère qu'au lieu de supprimer les passages offensants pour les Arabes, il serait préférable d'ajouter une note à l'introduction, indiquant que « le peuple égyptien se trouve à différents niveaux de développement et que les Égyptiens situés à un niveau élevé, ne veulent pas eux-mêmes être placés au même niveau que leurs nombreux concitoyens du bas de l'échelle ». Otto von Hentig, un membre du ministère des Affaires étrangères allemand, propose que la traduction soit refaite dans un arabe plus littéraire. Pour lui : « Une très bonne traduction arabe serait accueillie avec une formidable sympathie dans tout le monde arabophone, du Maroc à l'Irak. »
Elle doit être rédigée dans « un style que tous les Musulmans comprennent : celui du Coran ». Finalement, la traduction est envoyée à Chekib Arslan, un émir druze originaire du Liban, exilé à Genève (Suisse). Arslan, dénommé le prince de l'éloquence, possède une grande maîtrise de la langue arabe. Il est le fondateur et éditeur du journal La Nation arabe et est aussi un confident de Mohammed Amin al-Husseini, grand Mufti de Jérusalem et chef religieux et nationaliste en Palestine mandataire, qui rencontra Hitler.
La traduction de 960 pages d'Arslan est presque terminée quand les Allemands demandent une estimation du coût d'impression des premiers 10 000 exemplaires, avec le titre et le texte du dos de la reliure en toile en lettres d'or. Le 21 décembre 1938, le projet est rejeté par le ministère de la Propagande allemand en raison du coût trop élevé de la publication,.

### Traduction de 1963
Une nouvelle traduction est publiée en 1963, traduite par Luis al-Haj, un criminel de guerre nazi, de son vrai nom Luis Heiden, qui a fui en Égypte après la Seconde Guerre mondiale. Le livre est republié en 1995 par les éditions Bisan de Beyrouth avec une couverture arborant une croix gammée et la photo d'Hitler. En un an, le livre a été vendu à 2 500 exemplaires.
Selon un rapport du 8 septembre 1999, de l'Agence France-Presse, Mein Kampf se situe au sixième rang des meilleures ventes de la librairie Dar el-Shuruq à Ramallah, mais avec des ventes inférieures à 10 livres par semaine,. Le propriétaire de la librairie attribue sa popularité au fait que le livre est indisponible dans les territoires palestiniens en raison de l'interdiction d'Israël, et que l'Autorité nationale palestinienne vient juste d'en autoriser la vente,,.
Depuis avril 2002, les marchands de journaux sur Edgware Road à Londres, un quartier à forte population arabe, vendent cette traduction de Mein Kampf. En 2005, le Intelligence and Terrorism Information Center, un groupe de réflexion israélien, confirme la vente de l'édition de Bisan dans les librairies de Edgware. En 2007, un reporter de l'Agence France-Presse interviewe Mahmoud Abdallah, le représentant de la maison d’édition syro-égyptienne, al-Kitab al-Arabi, à la Foire internationale du livre du Caire, qui lui confirme avoir vendu beaucoup de copies de Mein Kampf, et plus particulièrement parmi le public des 18 à 25 ans.

## Rôle dans la propagande nazie
Un des dirigeants du Parti Baas syrien, Sami al-Jundi, écrit : « Nous étions racistes, admirant le nazisme, lisant ses livres et la source de ses idées [...] Nous étions les premiers à penser traduire Mein Kampf. » Cette déclaration de 1939 est inexacte. Il y a eu d'autres traductions ou traductions partielles du livre avant 1939.
Selon Jeffrey Herf, professeur à l'université du Maryland : « Il est certain que les traductions de Mein Kampf d'Hitler et des Protocoles des Sages de Sion en arabe furent d'importantes sources de diffusion de l'idéologie nazie et de la pensée antisémite du complot parmi les intellectuels arabes et musulmans. Bien que les deux textes soient valables en différentes éditions arabes avant le début de la guerre, ils n'ont joué qu'un faible rôle dans la propagande arabe du Troisième Reich. »

## Mein Kampfet le nationalisme arabe
Mein Kampf a été désigné comme une forme d'influence du nazisme chez les nationalistes arabes. Selon Stefan Wild de l'université de Bonn, le concept du national-socialisme d'Hitler — un État dirigé par un seul chef fort et charismatique avec un peuple soumis et adorateur — a été un modèle pour les fondateurs du mouvement nationaliste arabe.

« Les Arabes ont préféré l'Allemagne aux autres puissances européennes car l'Allemagne était vue comme n'ayant aucune ambition coloniale ou territoriale dans la région. Ceci était un important sujet de sympathie.  Ils voient aussi qu'en Allemagne, la Nation allemande a la préséance sur l'État allemand. Ce sera un modèle pour leur propre mouvement »

— Wild.
En octobre 1938, des plaquettes anti-juives comprenant des extraits de Mein Kampf sont distribués à une conférence parlementaire islamique pour la défense de la Palestine au Caire,,.

## Pendant la guerre de Suez
Dans un discours devant l'Organisation des Nations unies (ONU), immédiatement après la crise du canal de Suez en 1956, le premier ministre d'Israël, Mme Golda Meir, déclare que des traductions en arabe de Mein Kampf ont été trouvées dans les paquetages de soldats égyptiens.
Les manuels israéliens d'histoire, publiés peu après la guerre, présentent une photographie d'un livre de Mein Kampf trouvé dans un avant-poste égyptien pendant la guerre. Le professeur Elie Podeh du Département des études islamiques et Moyen-orientales de l'université hébraïque de Jérusalem pense que la photographie est probablement réelle, mais qu'elle a « servi à déshumaniser l'Égypte et plus précisément Nasser, en l'associant aux nazis. »